# Colladonus pseudotsugae
Colladonus pseudotsugae är en insektsart som beskrevs av Bliven 1955. Colladonus pseudotsugae ingår i släktet Colladonus och familjen dvärgstritar. Inga underarter finns listade i Catalogue of Life.